# Soulforce

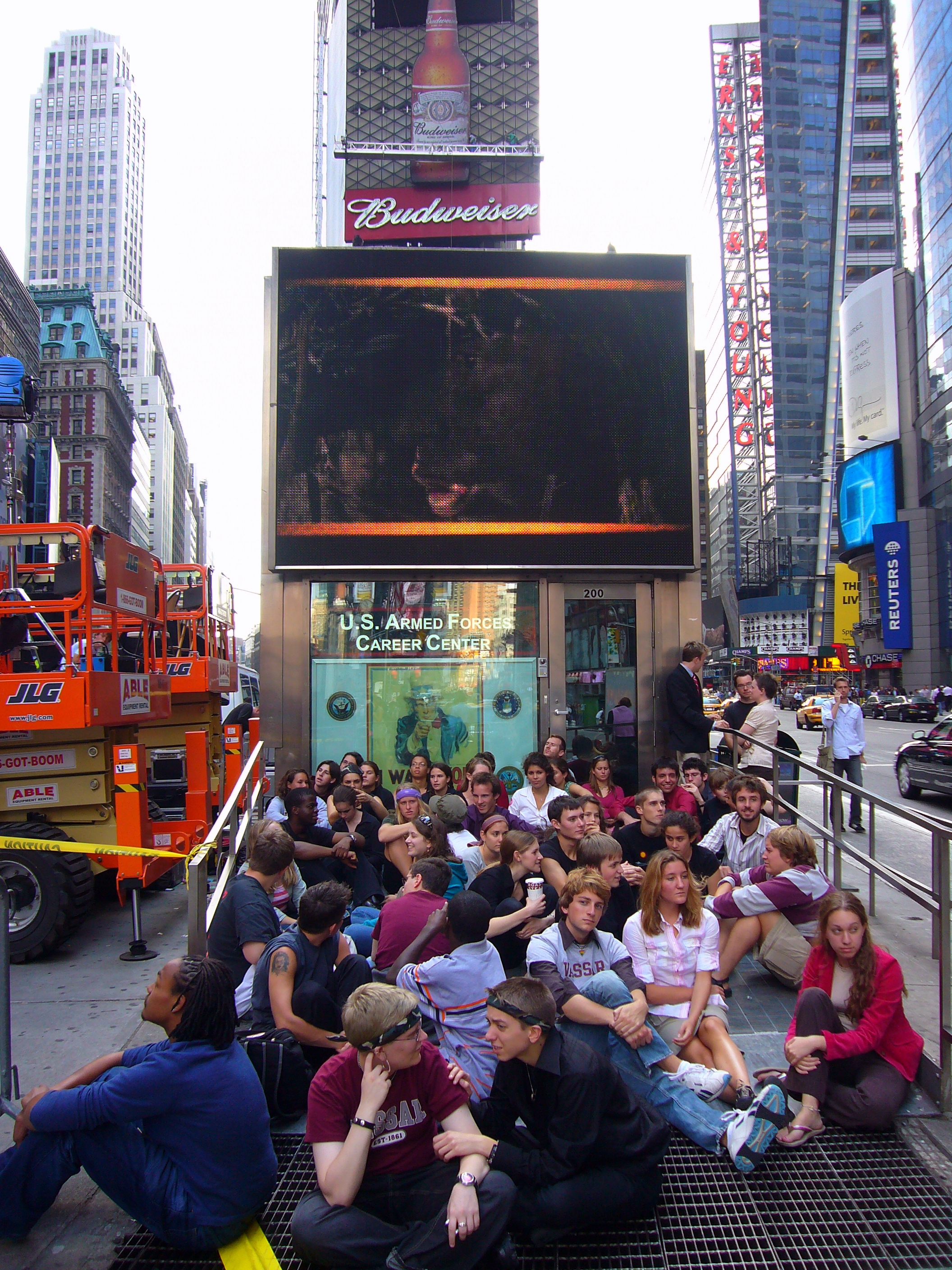
Soulforce Sit-in am Armed Forces Recruitment Center am Times Square

Soulforce ist eine religionsübergreifende US-amerikanische LGBT-Bürgerrechtsorganisation, deren Zielsetzung die gewaltfreie Abschaffung religiös motivierter und politischer Unterdrückung von Lesben, Schwulen, Bisexuellen und Transgendern in den Vereinigten Staaten ist.

## Entstehung
Die Organisation wurde 1998 vom evangelikalen Reverend und ehemaligen Hochschulprofessor Mel White gegründet. Vorwiegend ist die Organisation an der Schnittstelle zwischen LGBT-Rechten und Religion engagiert. Soulforce konfrontiert bestimmte, offen die Homosexualität ablehnende oder verfolgende, religiöse Organisationen mit den ihrer Meinung nach gegebenen Konsequenzen ihrer Lehren über Homosexualität durch Aufklärungsarbeit und gewaltfreie Aktionen. Ein wichtiger Ansatz der Organisationsarbeit ist der zivile Ungehorsam.
Soulforce hat seinen Hauptsitz in Lynchburg, die Soulforce Q, die Jugendsektion der Organisation hat ihren Sitz in Minneapolis. Die Organisation unterhält 23 Sektionen in verschiedenen Städten und Bundesstaaten der USA.

## Verbreitung und Methoden
Zielsetzung der Soulforce ist nach eigenen Angaben die Eliminierung homophober Vorstellung durch Bekämpfung der Ursache: nach Meinung der Soulforce ist das die religiöse Bigotterie, insbesondere die in Amerika in manchen Gebieten verbreitete fundamentalistische Bibelauslegung. Dies führt zu heftigen Debatten und Auseinandersetzungen, über die häufig in den Medien berichtet wird, Soulforce wird insbesondere in Blogs und den internen Nachrichten der verschiedenen Organisationen und der kritisierten Einrichtungen thematisiert.
Grundlage der Arbeit der Soulforce sind Aktionen des gewaltfreien Widerstands, basierend auf den von Mahatma Gandhi und Martin Luther King geprägten Idealen. Dazu gehört unter anderem Öffentlichkeitsarbeit, Unterstützungsaktionen für homosexuelle Personen der verschiedenen Kirchengemeinden, Dokumentationen und Kampagnen wie beispielsweise die „Right To Marry Campaign: New York 2008“ (Kampagne für das Recht auf gleichgeschlechtliche Ehe).
Der von Dan Karslake produzierte Dokumentarfilm For The Bible Tells Me So (englisch: „So befiehlt es mir die Bibel“) hinterfragt die Einstellungen der christlichen Kirchen zur Homosexualität und erwähnt auch die Organisation Soulforce. Der Film wurde beim Seattle International Film Festival mit dem Audience Award for Best Documentary, dem Publikumspreis für den besten Dokumentarfilm und 2008 mit dem GLAAD Media Award for Outstanding Documentary ausgezeichnet.

### Equality Ride
Ein wesentliches Medium zur Aufklärung über die Themen der Soulforce ist der Equality Ride, der von der Soulforce Q durchgeführt wird. Er basiert auf den Freedom Rides (engl. Freedom=Freiheit) der 1960er Jahre in denen Bürgerrechtsaktivisten in Bussen durch die Staaten mit Rassentrennung fuhren und diese besuchten, um auf die Diskriminierung der Afroamerikaner aufmerksam zu machen. Beim Equality Ride werden verschiedene überwiegend private christlich-fundamentalistische Colleges und Hochschulen nach Art einer Tournee besucht, bei denen sie Diskriminierungen gegenüber LGBT-Studenten annehmen oder die in der Vergangenheit oder ihren Statuen die Diskriminierung Homosexueller unterstützten. Wichtige Ziele der Tour sind auch die US-amerikanischen militärischen Rekrutierungszentren aufgrund der Don’t ask, don’t tell Politik des US-amerikanischen Militärs und die Militärakademien, beispielsweise fanden Demonstrationen auch auf dem Gelände von West Point statt. Vorort diskutieren die Equal Rider, die Teilnehmer der Tour mit Studenten und Professoren, verteilen Telefonnummern und veranstalten Sit-Ins. Während der Equality Rides 2006 und 2007 erhielten die Mitglieder Zutritt zu dem Gelände der ausgesuchten Colleges und Hochschulen, dort durften sie ihre Aktionen auch durchführen. Nur vier Hochschulen verweigerte ihnen den Zutritt: Regent University, Liberty University, Oral Roberts University und United States Military Academy. Inzwischen hat der Equality Ride zu über 1000 Verhaftungen der Aktivisten geführt.
Während des Equality Ride 2007 begleitete eine Filmcrew die Fahrten, Regisseur Dave O’Brien dokumentiert die Arbeit der Equality Riders bei ihren Universitätsbesuchen. Die Dokumentation Equality U von Eyethink Pictures soll im Lauf des Jahres 2008 erscheinen.

### Stationen des Equality Ride 2006
Folgende Colleges und Universitäten wurden 2006 besucht:
| Stop | Datum           | Hochschule                      | Ort              |
| ---- | --------------- | ------------------------------- | ---------------- |
| 1    | 10. März 2006   | Liberty University              | Lynchburg        |
| 2    | 13. März 2006   | Regent University               | Virginia Beach   |
| 3    | 16. März 2006   | Lee University                  | Cleveland        |
| 4    | 18. März 2006   | Union University                | Jackson          |
| 5    | 20. März 2006   | Oral Roberts University         | Tulsa            |
| 6    | 23. März 2006   | Oklahoma Baptist University     | Shawnee          |
| 7    | 27. März 2006   | Abilene Christian University    | Abilene          |
| 8    | 29. März 2006   | Texas A&M University            | College Station  |
| 9    | 31. März 2006   | CCCU Conference                 | Dallas           |
| 10   | 4. April 2006   | Biola University                | La Mirada        |
| 11   | 4. April 2006   | California Baptist University   | Riverside        |
| 12   | 5. April 2006   | Azusa Pacific University        | Azusa            |
| 13   | 10. April 2006  | Brigham Young University        | Provo            |
| 14   | 13. April, 2006 | Colorado Christian University   | Lakewood         |
| 15   | 14. April 2006  | United States Air Force Academy | Colorado Springs |
| 16   | 17. April 2006  | North Central University        | Minneapolis      |
| 17   | 18. April, 2006 | Bethel University               | Arden Hills      |
| 18   | 20. April 2006  | Wheaton College                 | Wheaton          |
| 19   | 24. April 2006  | Eastern University              | St. Davids       |
| 20   | 26. April 2006  | U.S. Military Academy           | West Point       |

### Stationen des Equality Ride 2007
2007 waren zwei Busse vom 1. März bis 30. April auf Tour und besuchten folgende Colleges und Universitäten:
Bus 1:
| Stop | Datum          | Hochschule                    | Ort              |
| ---- | -------------- | ----------------------------- | ---------------- |
| 1    | 8. März 2007   | Dordt College                 | Sioux Center     |
| 2    | 12. März 2007  | Central Bible College         | Springfield      |
| 3    | 14. März 2007  | Oklahoma Baptist University   | Shawnee          |
| 4    | 19. März 2007  | Baylor University             | Waco             |
| 5    | 22. März 2007  | Mississippi College           | Clinton          |
| 6    | 26. März 2007  | Union University              | Jackson          |
| 7    | 28. März, 2007 | University of the Cumberlands | Williamsburg     |
| 8    | 30. März 2007  | Samford University            | Birmingham       |
| 9    | 2. April 2007  | Covenant College              | Lookout Mountain |
| 10   | 4. April 2007  | Bob Jones University          | Greenville       |
| 11   | 10. April 2007 | Montreat College              | Montreat         |
| 12   | 12. April 2007 | Patrick Henry College         | Purcellville     |
| 13   | 13. April 2007 | Messiah College               | Grantham         |
| 14   | 16. April 2007 | Gordon College                | Wenham           |
| 15   | 19. April 2007 | Cedarville University         | Cedarville       |
| 16   | 23. April 2007 | Cornerstone University        | Grand Rapids     |
| 17   | 24. April 2007 | Calvin College                | Grand Rapids     |
| 18   | 26. April 2007 | Bethany Lutheran College      | Mankato          |

Bus 2:
| Stop | Datum          | Hochschule                     | Ort        |
| ---- | -------------- | ------------------------------ | ---------- |
| 1    | 8. März 2007   | University of Notre Dame       | Notre Dame |
| 2    | 12. März 2007  | Wisconsin Lutheran College     | Milwaukee  |
| 3    | 15. März 2007  | MidAmerica Nazarene University | Olathe     |
| 4    | 21. März 2007  | Brigham Young University       | Provo      |
| 5    | 26. März 2007  | Pepperdine University          | Malibu     |
| 6    | 1. April 2007  | Fresno Pacific University      | Fresno     |
| 7    | 5. April 2007  | George Fox University          | Newberg    |
| 8    | 11. April 2007 | Seattle Pacific University     | Seattle    |
| 9    | 11. April 2007 | Northwest University           | Kirkland   |
| 10   | 13. April 2007 | Northwest Nazarene University  | Nampa      |
| 11   | 16. April 2007 | Brigham Young University-Idaho | Rexburg    |
| 12   | 19. April 2007 | Yellowstone Baptist College    | Billings   |
| 13   | 23. April 2007 | Trinity Bible College          | Ellendale  |
| 14   | 25. April 2007 | Northwestern College           | St. Paul   |
| 15   | 26. April 2007 | Bethany Lutheran College       | Mankato    |